# Sanções contra o Irã

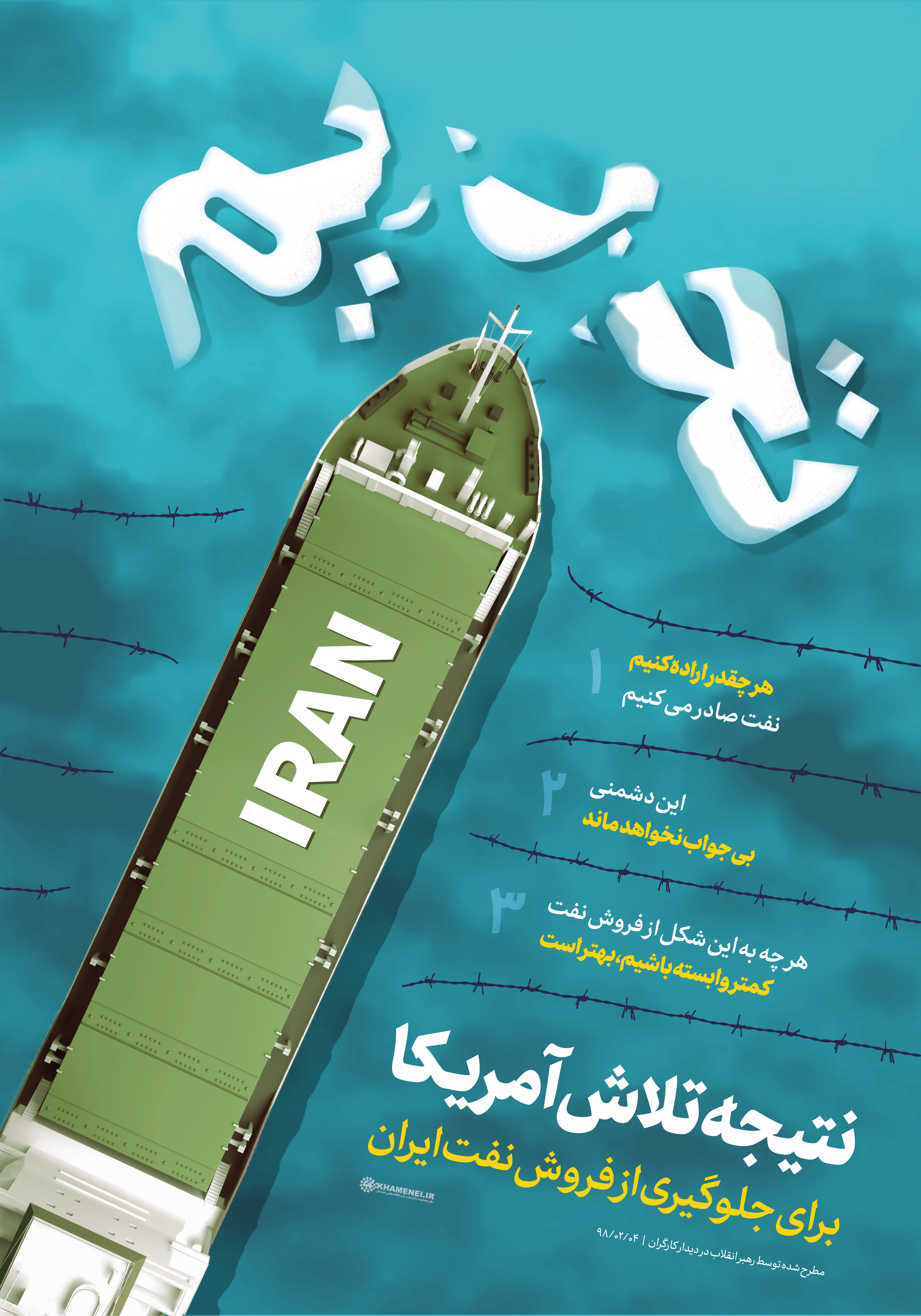
O resultado das sanções dos EUA para impedir a venda de petróleo iraniano

As sanções contra o Irã são uma série de embargos contra o Irã, dos quais o principal foi imposto pelos Estados Unidos a partir de 1995, enquando os demais se referem a embargos ao fornecimento de armas impostos pelas Nações Unidas e pela União Europeia, em 2006 e 2007.
Numerosos governos e entidades multilaterais impõem sanções contra o Irã. Após a Revolução Iraniana de 1979, os Estados Unidos impuseram sanções contra o Irã e as ampliaram, em 1995, para incluir as empresas que têm negócios com o país. 
Em 2006, o Conselho de Segurança da ONU aprovou a Resolução 1696 e impôs sanções, depois que o Irã se recusou a suspender seu programa de enriquecimento de urânio. As sanções dos Estados Unidos inicialmente penalizavam os investimentos em petróleo, gás e petroquímica, as exportações de produtos petrolíferos refinados e os negócios com o Exército dos Guardiães da Revolução Islâmica. Essa medida engloba as transações bancárias e de seguros (incluindo com o Banco Central do Irã), o transporte marítimo e os serviços de webhosting para empreendimentos comerciais e serviços de domain name registry.
Ao longo dos anos, as sanções tiveram crescente impacto sobre a economia e o povo iraniano. Desde 1979, os Estados Unidos têm conduzido os esforços internacionais para usar sanções como forma de influenciar as políticas do Irã,  incluindo o programa de enriquecimento de urânio iraniano, que os governos dos EUA e países aliados temem que seja destinado a desenvolver a capacidade de produzir armas nucleares. O Irã responde que seu programa nuclear é para fins civis, incluindo a geração de energia elétrica e uso médico. Uma vez que as negociações  entre o Irã e os governos ocidentais têm falhado, novas sanções econômicas ainda mais fortes têm sido implementadas.